# Lei bíblica
Lei bíblica refere-se aos aspectos por assim dizer "jurídicos", embora espirituais por natureza, no contexto da Bíblia Sagrada judaico-cristã, as escrituras sagradas do Judaísmo e do Cristianismo.

## Judaísmo
- 613 Mitzvot, os 613 mandamentos contidos na Torá[1][2][3][4]
- Dez Mandamentos, conjunto de preceitos espirituais e morais dados por Deus ao Israel antigo
- Leis de Noé, aplicáveis a todas as nações, incluindo os não-Judeus (obediência por fiéis assegura um lugar no mundo vindouro)
- Mitzvá, mandamento divino, ato de bondade humana, uma boa ação
- Regras para prosélitos na Torá

## Cristianismo
- Código Familiar do Novo Testamento, conjunto de orientações de Jesus Cristo e dos apóstolos sobre a família.
- Conselhos evangélicos, os ensinos de Jesus Cristo, contidos nos evangelhos e, em realidade, em toda a Bíblia Sagrada
- Lanchonete do Cristianismo, a acusação de que alguns Cristãos escolher quais leis Bíblicas seguem, em vez de seguir todos ou nenhum
- Visões cristãs sobre a Antiga Aliança, termo que se refere à discussão teológica da aplicabilidade das leis bíblicas do Antigo Testamento no contexto Cristão
- Grande Mandamento, conforme ensinado por Jesus Cristo
- Lei da Graça, realizada por Jesus Cristo, segundo o Evangelho de Mateus
- Lei de Cristo, expressão paulina, cujo significado é disputado por diferentes denominações cristãs
- Lei divina, termo cunhado por Tomás de Aquino
- Lei de Moisés, a antiga Lei, consistida nos Dez Mandamentos, por Deus dada ao povo de Israel
- Lei e Evangelho, um tópico importante no Luteranismo
- Novo Mandamento de Jesus, segundo o Evangelho de João, capítulo 13, versículos 34 e 35
- Pecado imperdoável, de acordo com Jesus Cristo é o pecado contra o Espírito Santo, que consiste em atribuir ao maligno aquilo que é manifestamente de Deus
- Privilégio paulino, orientação feita por Paulo Apóstolo sobre casamento
- Regra de Fé de Paulo
- Revogação das leis da Antiga Aliança
- Sermão da Montanha oferece preceitos morais que se estendem para além da mera exterioridade de cumprimento de normas legais.

## Teologia
- Antinomianismo, termo geral usado para a oposição às leis bíblicas